# Марко Бркић
Марко Бркић (Београд, 25. јула 1982) је бивши српски кошаркаш. Играо је на позицији крилног центра.

## Клупска каријера
Бркић је сениорску каријеру почео у екипи Хемофарма. Након одласка из Хемофарма играо је за Слогу, ОКК Београд, Игокеу. Такође је играо и у Пољској где је наступао за Полпак Свјеће, Анвил Влоцлавек и Туров Згожелец. Од 2011. до 2013. је играо по други пут у Игокеи. У децембру 2013. је потписао за Раднички Крагујевац, за који је већ наступао у сезони 2009/10. За сезону 2014/15. је потписао уговор са мађарским Солноком. Последњи ангажман је имао у сезони 2015/16. у екипи  Балкан Ботевграда.

## Успеси

### Клупски
- Игокеа:
  - Првенство Босне и Херцеговине (1): 2012/13.
  - Куп Босне и Херцеговине (2): 2007, 2013.
- Солнок Олај:
  - Првенство Мађарске (1): 2014/15.
  - Куп Мађарске (1): 2015.